# Genoa Cricket and Football Club 1922-1923
Questa voce raccoglie le informazioni riguardanti il Genoa Cricket and Football Club nelle competizioni ufficiali della stagione 1922-1923.

## Stagione
La società si rinforza con gli acquisti del terzino Delfo Bellini dalla Sestrese e di Ettore Neri dalla Novese a cui si aggiunse il ritorno di Emilio Santamaria sempre dal club piemontese.
Il 24 settembre il Genoa vince per la settima volta consecutiva la Coppa Lombardia, sconfiggendo l'Unione Sportiva Milanese, aggiudicandosi definitivamente il trofeo.
Il grifone ottiene nella stagione 1922-1923 l'ottavo scudetto, ricordato per essere stato conquistato senza perdere nemmeno uno dei ventotto incontri disputati.
La stagione terminò con 22 vittorie e 6 pareggi in 28 incontri, con 75 reti fatte e 21 subite.
Al termine del campionato il Genoa partì alla volta di una tournée sudamericana, con tredici giocatori della rosa appena laureatasi campione d'Italia (Barbieri, Bellini, Bergamino I, Costella, Catto, De Prà, De Vecchi, Leale, Moruzzi, Neri, Santamaria I e Sardi) integrata dai prestiti di Adolfo Baloncieri dall'Alessandria, Giovanni Moscardini dalla Lucchese, Enrico Romano dal Vado e Giuseppe Girani dal Padova.
Tra l'agosto e il settembre 1923 i rossoblu disputarono quattro amichevoli: la prima, il 19 agosto, contro il Combinado del Norte, rappresentativa delle migliori squadre capitoline, vide l'affermazione degli argentini per 2-1. Dopo di essa venne disputata una partita contro una selezione formata da giocatori provenienti da club della parte meridionale di Buenos Aires, vinta per 1-0 grazie a una rete di Catto. Successivamente il Genoa affrontò, perdendo 2-1, la nazionale di calcio dell'Uruguay a Montevideo e infine la nazionale dell'Argentina, a cui impone il pareggio per 1-1.

## Divise
La maglia per le partite casalinghe presentava i colori attuali (anche se la dicitura ufficiale era rosso granato e blu) ma a differenza di oggi il blu era posizionato a destra.
La seconda maglia era la classica maglia bianca con le due strisce orizzontali rosso-blu sormontate dallo stemma cittadino.

## Organigramma societario
Area direttiva
- Presidente: Guido Sanguineti

Area tecnica
- Allenatore: William Garbutt

## Rosa
| N. |                   | Ruolo | Calciatore        |
| -- | ----------------- | ----- | ----------------- |
|    | Italia (bandiera) | P     | Giovanni De Prà   |
|    | Italia (bandiera) | P     | Ferdinando Pomati |
|    | Italia (bandiera) | D     | Ottavio Barbieri  |
|    | Italia (bandiera) | D     | Delfo Bellini     |
|    | Italia (bandiera) | D     | Mario Costella    |
|    | Italia (bandiera) | D     | Mario Della Grisa |
|    | Italia (bandiera) | D     | Renzo De Vecchi   |
|    | Italia (bandiera) | D     | Daniele Moruzzi   |
|    | Italia (bandiera) | C     | Guido Aycard      |

| N. |                   | Ruolo | Calciatore                 |
| -- | ----------------- | ----- | -------------------------- |
|    | Italia (bandiera) | C     | Luigi Burlando             |
|    | Italia (bandiera) | C     | Ettore Leale               |
|    | Italia (bandiera) | C     | Enrico Sardi               |
|    | Italia (bandiera) | C     | Giovanni Battista Traverso |
|    | Italia (bandiera) | A     | Augusto Bergamino          |
|    | Italia (bandiera) | A     | Edoardo Catto              |
|    | Italia (bandiera) | A     | Edoardo Mariani            |
|    | Italia (bandiera) | A     | Ettore Neri                |
|    | Italia (bandiera) | A     | Aristodemo Santamaria      |

## Calciomercato
| Acquisti | Acquisti                   | Acquisti         | Acquisti |
| R.       | Nome                       | da               | Modalità |
| -------- | -------------------------- | ---------------- | -------- |
| D        | Delfo Bellini              | Sestrese         |          |
| D        | Mario Della Grisa          | Genoa II         |          |
| A        | Ettore Neri                | Novese           |          |
| P        | Ferdinando Pomati          | Santa Margherita |          |
| A        | Aristodemo Santamaria      | Novese           |          |
| C        | Giovanni Battista Traverso | Andrea Doria     |          |

| Cessioni | Cessioni                  | Cessioni        | Cessioni |
| R.       | Nome                      | da              | Modalità |
| -------- | ------------------------- | --------------- | -------- |
| A        | Mario Bussich             | Sampierdarenese |          |
| C        | Mario Capurro             | Grifone Ausonia |          |
| C        | Adevildo De Marchi        | Libero          |          |
| D        | Giuseppe Ferrari          | Sampierdarenese |          |
| D        | Ruggero Maineri           | Andrea Doria    |          |
| D        | Rinaldo Morchio           | Sestrese        |          |
| C        | Giovanni Battista Rebuffo | Novese          |          |
| P        | Giuseppe Scotti           | Fine Carriera   |          |
| A        | Luigi Tabacco             | Spes Genova     |          |

## Risultati

### Prima Divisione

#### Girone B
| Arbitro: | Mombelli (Casale) |

|                                          |           |                     |
| Santamaria 6’, 23’ Bellini 58’ Catto 68’ | Marcatori | 75’ (rig.) Bronzini |

| Arbitro: | Sessa (Milano) |

|             |           |                               |
| Defendi 59’ | Marcatori | 38’ Neri 65’ (rig.) De Vecchi |

| Arbitro: | A.Gama sr. (Milano) |

|                          |           |             |
| Santamaria 53’ Sardi 89’ | Marcatori | 58’ Alberti |

| Arbitro: | Gera (Torino) |

|            |           |                                                |
| Crotti 43’ | Marcatori | 13’ Catto 24’ (rig.) De Vecchi 39’ Bergamino I |

| Arbitro: | Varetto (Torino) |

|                                                                 |           |             |
| Sardi 2’ De Vecchi 10’ Santamaria 14’ Bergamino I 28’ Catto 54’ | Marcatori | 67’ Pienovi |

| Arbitro: | Bistoletti (Milano) |

|               |           |                          |
| Forlivesi 50’ | Marcatori | 77’ Santamaria 85’ Catto |

| Arbitro: | Crivelli (Milano) |

|  |           |                                               |
|  | Marcatori | 32’ Santamaria 55’ Bergamino 69’, 77’ Bellini |

| Arbitro: | Tradico (Milano) |

|                         |           |             |
| Aycard 70’ Burlando 78’ | Marcatori | 13’ Beccuti |

| Genova 7 gennaio 1923 | Genoa          | 0 – 0 | Esperia | Campo Sportivo Genoa\| Arbitro: \| Fries (Milano) \| |
| Arbitro:              | Fries (Milano) |       |         |                                                      |

| Arbitro: | Mombelli (Casale) |

|          |           |          |
| Tosi 10’ | Marcatori | 8’ Catto |

| Arbitro: | Bellini (Padova) |

|  |           |                |
|  | Marcatori | 87’ Santamaria |

| Arbitro: | Bertazzoni (Modena) |

|                  |           |                               |
| Santagostino 35’ | Marcatori | 30’ Catto 50’, 72’ Santamaria |

| Arbitro: | Katz (Parma) |

|                                     |           |  |
| Santamaria 15’ De Vecchi 84’ (rig.) | Marcatori |  |

| Arbitro: | A.Gama sr. (Milano) |

|             |           |                |
| Schiavio 7’ | Marcatori | 37’, 49’ Sardi |

| Arbitro: | Vota (Torino) |

|                                   |           |              |
| Neri 10’, 39’ Catto 28’ Sardi 70’ | Marcatori | 85’ Bellolio |

| Arbitro: | Venegoni (Legnano) |

|  |           |                                     |
|  | Marcatori | 2’ Burlando 9’, 43’ Sardi 82’ Catto |

| Arbitro: | Trezzi (Milano) |

|                                               |           |                         |
| Santamaria 47’ De Vecchi 50’ (rig.) Sardi 52’ | Marcatori | 54’ Vecchina 81’ Cuttin |

| Arbitro: | Enrietti (Torino) |

|             |           |                |
| Bellini 41’ | Marcatori | 6’ Rossetti II |

| Arbitro: | Bistoletti (Milano) |

|             |           |           |
| Giriodi 54’ | Marcatori | 85’ Leale |

| Arbitro: | Panzeri (Milano) |

|                 |           |                                          |
| Castelli Lietti | Marcatori | 1’ Bergamino Santamaria Catto Sardi Neri |

| Arbitro: | U.Gama jr. (Milano) |

|                      |           |          |
| De Vecchi 19’ (rig.) | Marcatori | 12’ Raso |

| Arbitro: | Mauro (Milano) |

|                                       |           |  |
| Santamaria Bergamino Neri Catto Sardi | Marcatori |  |

#### Girone di semifinale
| Arbitro: | Venegoni (Legnano) |

|            |           |           |
| Rosetta 2’ | Marcatori | 82’ Catto |

| Arbitro: | Mauro (Milano) |

|                                               |           |                |
| Catto 18’ Santamaria 47’ De Vecchi 55’ (rig.) | Marcatori | 81’ Busini III |

| Arbitro: | A.Gama sr. (Milano) |

|           |           |  |
| Sardi 59’ | Marcatori |  |

| Arbitro: | Venegoni (Legnano) |

|  |           |                                 |
|  | Marcatori | 16’ Moruzzi 55’ Catto 70’ Catto |

#### Finale
| Arbitro: | A.Gama sr. (Milano) |

|                                                                 |           |             |
| Catto 15’ Mariani 38’ Barbieri 41’ (rig.) Santamaria 47’ (rig.) | Marcatori | 87’ Filippi |

| Arbitro: | Venegoni (Legnano) |

|  |           |                          |
|  | Marcatori | 21’ Santamaria 42’ Catto |

## Statistiche

### Statistiche di squadra
| Competizione    | Punti | In casa | In casa | In casa | In casa | In casa | In casa | In trasferta | In trasferta | In trasferta | In trasferta | In trasferta | In trasferta | Totale | Totale | Totale | Totale | Totale | Totale | DR  |
| Competizione    | Punti | G       | V       | N       | P       | Gf      | Gs      | G            | V            | N            | P            | Gf           | Gs           | G      | V      | N      | P      | Gf     | Gs     | DR  |
| --------------- | ----- | ------- | ------- | ------- | ------- | ------- | ------- | ------------ | ------------ | ------------ | ------------ | ------------ | ------------ | ------ | ------ | ------ | ------ | ------ | ------ | --- |
| Prima Divisione | 50    | 14      | 11      | 3       | 0       | 38      | 11      | 14           | 11           | 3            | 0            | 37           | 10           | 28     | 22     | 6      | 0      | 75     | 21     | +54 |

### Statistiche dei giocatori
| Giocatore      | Prima Divisione | Prima Divisione |
| Giocatore      | Presenze        | Reti            |
| -------------- | --------------- | --------------- |
| G. Aycard      | 1               | 1               |
| O. Barbieri    | 25              | 1               |
| D. Bellini     | 11              | 4               |
| A. Bergamino   | 21              | 3               |
| L. Burlando    | 25              | 2               |
| E. Catto       | 28              | 19              |
| M. Costella    | 8               | 0               |
| G. De Prà      | 23              | 0               |
| R. De Vecchi   | 27              | 7               |
| M. Della Grisa | 1               | 0               |
| E. Leale       | 27              | 1               |
| E. Mariani     | 13              | 2               |
| D. Moruzzi     | 22              | 1               |
| E. Neri        | 25              | 5               |
| F. Pomati      | 2               | 0               |
| A. Santamaria  | 26              | 18              |
| E. Sardi       | 19              | 11              |
| G. B. Traverso | 1               | 0               |